# لایو لیک
لایو لیک یک وب‌سایت اشتراک ویدئوی بریتانیایی بود که دفتر مرکزی آن در لندن قرار داشت. این سایت در ۳۱ اکتبر ۲۰۰۶ تأسیس شد، برخی از اعضای تیم پشتیبانی سایت شوک‌آور Ogrish.com که در همان روز، بسته شده بود، در ساخت و پایه‌گذاری لایو لیک مشارکت داشتند. هدف لایو لیک میزبانی آزادانه فایل‌های ویدیوئی واقعی از رخدادهای سیاسی، جنگ، و بسیاری از رویدادهای جهانی دیگر و تشویق و پرورش فرهنگ شهروند خبرنگاری بود.
در ۷ مه ۲۰۲۱ این سایت تعطیل شد. از آن روز، نشانی سایت لایو لیک، با یک تغییر مسیر به سایت ItemFix، یکی دیگر از سایت‌های اشتراک‌گذاری ویدئو تغییر یافت.

## تاریخچه
لایو لیک، نخستین بار در سال ۲۰۰۷ پس از فیلم‌برداری غیرمجاز و افشای ویدئوی لحظه ی اعدام صدام حسین، مطرح شد. این موضوع، همراه با مواردی دیگر، باعث شد که سایت از سوی تونی اسنو، دبیر مطبوعاتی کاخ سفید، به‌عنوان مکانی محتمل برای دیدن به‌روزرسانی‌ها یا داستان‌های سربازان فعال یاد شود.
در ۳۰ ژوئیه ۲۰۰۷، برنامه پانورامای بی‌بی‌سی نمایشی را در مورد نحوه انتشار خشونت خیابانی بین کودکان ۱۱ ساله در وب‌سایت‌هایی از جمله لایو لیک پخش کرد. هنگامی که پانوراما از «ویدئوهای بسیار خشونت‌آمیز» که در وب‌سایت لایو لیک ارسال شده بود، پرس و جو کرد، یکی از بنیان‌گذاران لایو لیک، «هیدن هویت» از حذف همه ی آن‌ها امتناع کرد و گفت: «ببینید، همه این‌ها در حال رخ دادن است، این زندگی واقعی است، و این در حال وقوع است و ما باید آن را نشان دهیم.»
لایو لیک در مارس ۲۰۰۸، پس از بارگذاری فیلم ضد قرآنی فتنه ساخته خیرت ویلدرس، سیاستمدار هلندی، دوباره در کانون توجه قرار گرفت. فیلم فتنه پس از مدت ۴۸ ساعت حذف شد زیرا تهدیدهای شخصی علیه هیدن هویت، تنها نماینده ی شناخته‌شده عمومی سایت، به اوج خود رسید. بارگذاری مجدد آن فیلم، در ۳۰ مارس ۲۰۰۸ پس از بهبود شرایط برای خانواده هویت و ایمنی آن‌ها انجام گرفت. با این حال، آن ویدئو به زودی دوباره به دلیل ادعای حق کپی‌رایت، حذف شد.
در ۲۴ مارس ۲۰۱۴، لایو لیک و Ruptly، یک همکاری و مشارکت محتوا با یکدیگر را اعلام کردند.
در ۱۹ اوت ۲۰۱۴ ویدئوی سر بریدن خبرنگار آمریکایی جیمز فولی توسط گروه تروریستی دولت اسلامی در یوتیوب و سایت‌های دیگر منتشر شد. هنگامی که این موضوع توسط یواس نیوز اند ورلد ریپورت گزارش شد، یوتیوب و فیس‌بوک ، تمام فیلم‌های مرتبط را حذف کردند و ممنوعیت‌هایی را در این رابطه اجرا کردند. در این هنگام، تقاضا برای تماشای فیلم‌های لایو لیک افزایش یافت زیرا قوانین این سایت، در آن برهه، اجازهٔ انتشار چنین ویدئوهایی را می‌داد. در پاسخ به ویدیوی جیمز فولی، هویت پست کرد که خط مشی لایو لیک، برای ممنوعیت تمام فیلم‌های بریدن سر تولیدشده توسط داعش به روز شده‌است. این وب‌سایت همچنان میزبان ویدیوی اصلی بود که عواقب اعدام فولی را به دلیل ارتباط تاریخی آن به تصویر می‌کشید، اما خود سر بریدن را به تصویر نمی‌کشید.
در ۳۰ مارس ۲۰۱۹، سازمان مخابرات استرالیا تلسترا، دسترسی میلیون‌ها استرالیایی به وب‌سایت‌های ۴چن، ۸چن، زیرو هج و لایو لیک را در واکنش به انتشار ویدئوی تیراندازی مسجدهای کرایست‌چرچ در نیوزیلند که در حال پخش شدن بود، قطع کرد. از آن‌جایی که تلسترا از مسدودکردن سیستم نام دامنه برای سانسور وب‌سایت‌ها استفاده می‌کرد، این محدودیت، با تغییر به ارائه‌دهنده نام دامنه‌ای دیگر در عرض چند دقیقه از بین رفت.
در ابتدای ژوئن ۲۰۲۰، لایو لیک به‌طور موقت قابلیت ورود به وب‌سایت را غیرفعال کرد و شروع به حذف همه ویدئوها بدون اطلاع کاربران کرد. لایو لیک فقط ویدئوها را از منابع دیگر مانند یوتیوب یا دیلی موشن پیشنهاد می‌کرد. پس از ۱۴ ژوئن ۲۰۲۰، امکان ورود به وب‌سایت و مشاهده ی مجدد ویدئوهای میزبانی شده توسط لایو لیک، فراهم شد. کسانی که نمی‌خواستند وارد لایو لیک شوند، فقط ویدئوهای پیشنهادی را می‌دیدند که توسط یوتیوب, دیلی موشن و وی‌کی میزبانی شده‌ بود. از فوریه ی ۲۰۲۱ تا زمانی که لایو لیک در ماه مه ۲۰۲۱ بسته شد، مدیران لایو لیک، به‌طور مخفیانه، همه ویدئوها را از پلتفرم خود حذف کردند و به عموم کاربران نیز اطلاع ندادند که چنین اتفاقی می‌افتد. این موضوع باعث شد کاربران سایت، فرصتی برای بایگانی ویدئوهای خود یا هر ویدئوی دیگری که دارای اهمیت تاریخی است نداشته باشند.
در ۷ مه ۲۰۲۱، وب‌سایت لایو لیک بسته شد و از آن هنگام، بازدیدکنندگان لایو لیک، به وب‌سایت ItemFix.com هدایت می‌شوند.